# SS Mongolia (1903)
Pour les articles homonymes, voir SS Mongolia.
Le SS Mongolia était un paquebot transatlantique et cargo de 13 369 tonnes construit pour la Pacific Mail Steamship Company, en 1904.  Il voyagera plus tard sous le nom de USS Mongolia (ID-1615) pour l’U.S. Navy, de SS President Fillmore pour la Dollar Line et en tant que SS Panamanian pour la Cia Transatlantica Centroamericano.

## Historique
Commandé par la Pacific Mail Steamship Company pour le service entre San Francisco et la côte Est, le Mongolia a été construit dès le 7 juin 1902 à la New York Shipbuilding Corporation, à Camden, au New Jersey. Ce bateau de 178,8 m était le cinquième navire de la jeune compagnie, et le premier cargo-passager construit par la firme. Un sister-ship, le SS Manchuria, fut commandé en même temps et terminé trois mois après le Mongolia. Les logements des deux navires ont reflété l'importance de l'émigration via les lignes maritimes de l'époque : 350 passagers en première classe, 68 en deuxième classe, et 1 300 dans l'entrepont.
En 1915, la Pacific Mail vendit le Mongolia à l'Atlantic Transport Company, pour qui le navire servit la route New York—Londres. Suivant l'annonce allemande d'un blocus sous-marin autour de la Grande-Bretagne, le Mongolia reçut une armement d'autodéfense de trois canons de 150 mm maniés par l'U.S. Navy. Un mois plus tard, le Mongolia devint le premier navire américain à tester le blocus, utilisant ses canons pour chasser, et pour finalement par probablement le couler, un U-Boot à 7 milles au sud-est de Beachy Head, dans la Manche. Cela a été le premier affrontement armé pour un navire américain, après l'entrée des États-Unis dans la Première Guerre mondiale.
Durant l'année suivante, le Mongolia transporta des troupes américaines et des fournitures en Europe. Le 27 avril 1918, l'US Navy réquisitionna le navire, renommé le 8 mai en tant qu'USS Mongolia (ID-1615) et transféré à la Cruiser and Transport Force. Il servit comme transporteur de troupes pendant une durée de 34 jours[Quoi ?]jusqu'à son retrait du service de 11 septembre 1919. Selon un article daté du 22 mai 1917 du Chicago Tribune, 2 infirmières américaines, Edith Ayers et Helen Wood, furent accidentellement tuées durant l'une de ces traversées. Les femmes étaient sur le pont du Mongolia, observant le feu des armes diverses quand elles furent touchées par des fragments d'obus.

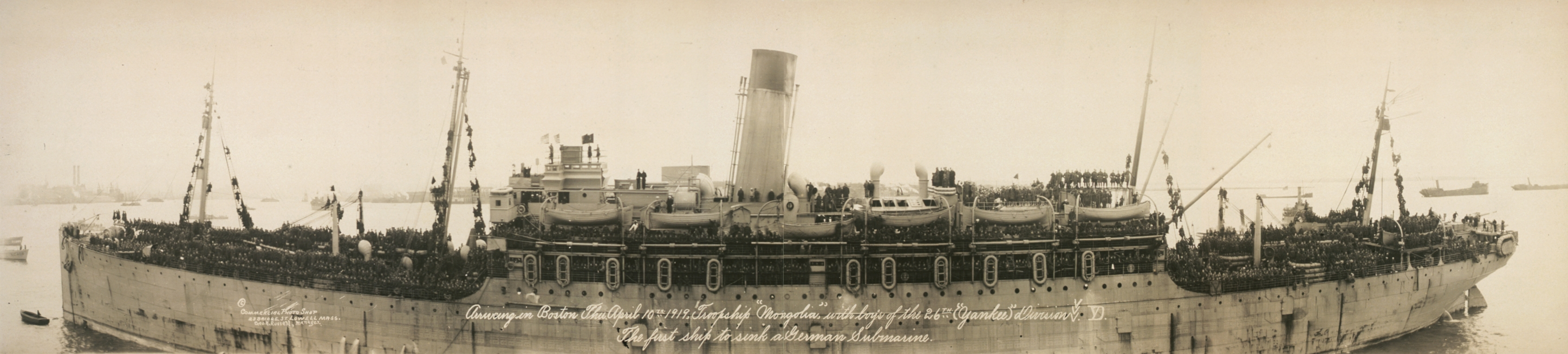
Le navire arrivant à Boston le 10 avril 1919 rapatriant une partie de la 26e division d'infanterie américaine.

Retourné au service civil, le Mongolia voyagea sur la route reliant New York à Hambourg, affrété à l'American Line. Il fut repris en 1923 par la Panama Pacific Line et placé en service sur son itinéraire New York—San Francisco (via le canal de Panama). En 1929, la Dollar Steamship Lines acquit le Mongolia et son sister-ship, le Manchuria, les renommant respectivement President Fillmore et President Johnson.
L'ex-Mongolia voyagea seulement deux ans pour la Dollar Line. Avec le début de la Grande Dépression, il fut envoyé à New York, et quand la Dollar Line fit faillite en 1938, le navire passa à la nouvelle American President Lines (APL). Il ne navigua jamais sous le pavillon de l'APL, cependant, il fut vendu en 1940 à la Cia Transatlantica Centroamericana of Panama, et y fut renommé en Panamanian.  Le navire fut vendu pour la ferraille à Shanghai, en Chine, le 20 mai 1946.